# Probištip
Probištip (makedonski: Пробиштип) je rudarski gradić od 10 826 stanovnika na sjeveroistoku Sjeverne Makedonije na jugozapanim obroncima Osogovske planine. 
Sjedište je istoimene Općine Probištip, koja ima 16 193 stanovnika (po popisu iz 2002.).

## Osobitosti
Okolica Probištipa (Osogovske planine) bila je poznata već za Rimljana, kao izuzetno bogato nalazište minerala i rudnika. Probištip i njegovi rudnici osobito su dobro radili za vrijeme Jugoslavije. 
Probištipski kraj poznat je i po obližnjem Lesnovskom manastiru (posvećenom Sv. Arhanđelu Mihajlu i Sv. Gabrijelu Lesnovskom). Od prirodnih znamenitosti ističu se neobične kamene formacije kod mjestu Kuklica na putu za Kratovo. 
U blizini se nalazi poznati rudnik olova i cinka Zletovo (eksploatacija poznata već od antike). U samom gradu podignuta je 1976. tvornica baterija i akomulatora, danas posluje kao tvornica akomulatora TAB.

## Vanjske poveznice
- Exploring Macedonia  Arhivirana inačica izvorne stranice od 28. studenoga 2011. (Wayback Machine)